# Amparo (Recht)
Der Amparo – dt. Schutz, Obhut, Verteidigung – ist ein konstitutionelles Rechtsmittel in  lateinamerikanischen Staaten.

## Geschichte und Bedeutung
Der „judicio de amparo“ ist vermutlich die einzige autochthone Rechtsschöpfung Lateinamerikas. Sie ist eine dem Habeas Corpus entlehnte Klageart, die meist unmittelbar beim jeweils Obersten Gericht eingelegt wird (das Oberste Gericht hat in der Regel auch die Funktion eines Verfassungsgerichts). Durch ein beschleunigtes Verfahren gewährt der Amparoprozess einen wirkungsvollen Schutz gegen staatliche Verletzungen von Grundrechten. In Mexiko hat sich der Amparo in einer über hundertjährigen Rechtsgeschichte zum „juristischen Nationalheiligtum“ entwickelt. Im 20. Jahrhundert fand er allmählich Eingang in die Verfassung fast aller anderen Länder in Lateinamerika. Nachdem Juan Perón 1955 gestürzt worden war, trat Argentinien erst 1957 „als jüngstes Mitglied in den Kreis der Amparo-Epigonen“. Als Zeichen eines neu erwachten Rechtsbewusstseins wurde der Amparo von den unteren Gerichten und den Rechtslehrern aufgegriffen und ausgeformt. Mit der bundesgesetzlichen Kodifikation wurde er 1967 abgeschlossen.
Die Amparoklage ist nur zulässig, „wenn ein anderer Rechtsbehelf fehlt oder dem Verletzten, wollte man ihn auf einen anderen Rechtsbehelf verweisen, schwere und nicht wiedergutzumachende Nachteile entstünden“. Imponderabilien sind (wie anderswo) vage höchstrichterliche Entscheidungen, die den unteren Gerichten weiten Spielraum für subjektive Entscheidungen geben, ein zu summarisches Verfahren, unlautere Prozesspraktiken und der Druck der öffentlichen Meinung.